# Qubit de fase
Em computação quântica, e mais especificamente em computação quântica supercondutora, o qubit de fase é um dispositivo supercondutor baseado na junção Josephson supercondutor-isolador-supercondutor (SIS), projetado para operar como um qubit quântico, ou qubit.
O qubit de fase está intimamente relacionado, mas é distinto do qubit de fluxo e do qubit de carga, que também são bits quânticos implementados por dispositivos supercondutores. A principal distinção entre os três está na relação entre a energia de Josephson e a energia de carregamento (ou carga) (a energia necessária para um par de Cooper carregar a capacitância total no circuito):
- Para o qubit de fase, essa relação está na ordem de 10^6^, o que permite uma corrente de polarização macroscópica através da junção;
- Para o qubit de fluxo, está na ordem de 10, o que permite supercorrentes mesoscópicas (tipicamente ~300 nA[4]);
- Para o qubit de carga, é inferior a 1 e, portanto, apenas alguns pares de Cooper podem tunelar e carregar a caixa de pares de Cooper. No entanto, o Transmon pode ter uma energia de carga muito baixa devido à enorme capacitância de derivação, e portanto, ter essa relação na ordem de 10~100.[5]

Um qubit de fase é uma junção Josephson polarizada por corrente, operada no estado de tensão zero com uma polarização de corrente não nula.
Uma junção Josephson é uma junção túnel, feita de duas peças de metal supercondutor separadas por uma barreira isolante muito fina, com cerca de 1 nm de espessura. A barreira é tão fina que os elétrons, ou no estado supercondutor, elétrons emparelhados de Cooper, podem tunelar através da barreira a uma taxa apreciável. Cada um dos supercondutores que compõem a junção Josephson é descrito por uma função de onda macroscópica, conforme descrito pela teoria de Ginzburg-Landau para supercondutores. A diferença nas fases complexas das duas funções de onda supercondutoras é a variável dinâmica mais importante para a junção Josephson, e é chamada de diferença de fase {\displaystyle \delta }, ou simplesmente "fase".